# Потоп (филм)
Потоп (пољ. Potop) је пољска историјска драма из 1974. године редитеља Јержија Хофмана, заснована на истоименом роману нобеловца Хенрика Сјенкјевича из 1886. године. Био је номинован за Оскара за најбољи страни филм на 47. додели Оскара, али је изгубио од Амаркорда. То је трећи најпопуларнији филм у историји пољске кинематографије, са више од 27,6 милиона продатих биоскопских улазница у матичној земљи до 1987. године и 30,5 милиона продатих у Совјетском Савезу.

## Радња
Дводелни, петочасовни еп „Потоп“ смештен је током шведске инвазије на Пољску од 1655. године до 1658. године познате као „шведски потоп“. Хофман приповеда мелодраматичну љубавну причу између заставника Анџеја Кмићица (Данијел Олбрихски) и Оленке Биљевичове (Малгоржата Браунек).  Освајаче су на крају протерале пољско-литванске снаге. Међутим, четвртина пољско-литванског становништва умрла је од рата и куге, а читава земља је опустошена.